# Medusa-de-pintas
A medusa-de-pintas (Phyllorhiza punctata), também conhecida como sino-flutuante, água-viva-australiana-manchada ou água-viva-de-manchas-brancas é uma espécie de medusa nativa do Pacífico Ocidental, da Austrália ao Japão.

## Descrição
Tem um formato que lembra um cogumelo e apresenta oito longos e grossos braços. A sua coloração varia de acordo com a presença de algas, podendo ter coloração  azul, branca, verde, amarelo e alguns tons rosados. A sua cabeça, que pode ser chamada de sino, mede 5 centímetros de diâmetro.

## Ecologia
Dieta
É um animal filtrador. Alimenta-se do zooplâncton, pois o seu veneno não é potente o suficiente para animais maiores. Agarra-os com os seus oito braços com várias "bocas" armadas com pequenos arpões. A sua nutrição vem principalmente do zooplâncton.
Reprodução
Passam por um ciclo de vida formado por 2 estágios, o estágio adulto e o estágio juvenil. Na fase adulta, são já consideradas medusas. Na fase juvenil, são consideradas pólipos. Os machos liberam o esperma na coluna de água e a fêmea coleta com a sua boca, onde segura os ovos. Uma vez que a fertilização ocorre e as larvas são formadas, elas deixam a sua mãe e fixam-se no fundo do oceano. Ao chegar no fundo, ocorre uma forma de pólipo que reproduz-se assexuadamente por "clonagem" ou divisão entre pólipos.
Hábitos e comportamentos
Aglomeram-se em vários indivíduos, e são levados pelas correntesas dos oceanos. Preferem águas mais quentes e salgadas, longe das costas.
Longevidade
Podem viver até 5 anos no estágio de pólipo e 2 anos no estágio de medusa.

## Distribuição
Distribui-se no Pacífico Ocidental, da Austrália ao Japão. Mais especificamente, é encontrada em Queensland, Cairns, Austrália e Tailândia. O seu habitat estende-se até ao norte do leste da Austrália até o sudeste da Ásia.
Foram encontradas em regiões não nativas, como Austrália Ocidental, Estados Unidos, Brasil, Bacia Atlântica, Porto Rico, Mediterrâneo oriental, Caribe e Golfo do México. Nessas regiões, a medusa-de-pintas é uma espécie invasora. Provavelmente, foram introduzidas por transporte de navios de carga, onde os pólipos poderiam ter se fixado neles.

## Estado de conservação
Ainda não foi avaliada pela IUCN, mas sabe-se que não está ameaçada de extinção e que não sofre grande impacto na sua população.

Ao contrário de outras espécies, o crescimento da sua população é prejudicial para o ecossistema do seu habitat, por tratar-se de uma espécie invasora, pois alimenta-se de todo o zooplâncton que também é necessário para outros animais se alimentarem.